# Campionati del Mediterraneo di lotta 2012
I campionati del Mediterraneo di lotta 2012 si sono svolti dal 18 al 20 maggio a Larissa, in Grecia.
I campionati sono stati organizzati dalla Federazione spagnola di lotta sotto l'egida del Comitato Mediterraneo delle Lotte Associate (CMLA).

## Podi

### Uomini

#### Lotta greco-romana
| Evento        | Oro                 | Argento               | Bronzo                                      |
| Fino a 55 kg  | Haşim Baykara       | Yasin Ozay            | Abu Halima as-Sa’id Mohamed Bouterfassa     |
| Fino a 60 kg  | Sajjid Abd al-Munim | Uğur Tüfenk           | Tarik Aziz Bin Isa Jonathan Lemaire         |
| Fino a 66 kg  | Aszraf al-Gharabili | Eugenios Pentorets    | Franck Hassli Muhammad Sarir                |
| Fino a 74 kg  | Neven Žugaj         | Zijad Ajt Ikram       | Islam Tulba Ioannis Triantafyllidis         |
| Fino a 84 kg  | Şaban Karataş       | Karam Dżabir          | Leokratis Kesidis Ilias Bukis               |
| Fino a 96 kg  | Dejan Franjković    | Kostantinos Vourdanos | Marko Jovanović Alexandros Pikilidis        |
| Fino a 120 kg | Atilla Güzel        | Marko Koščević        | Abd ar-Rahman at-Tarabili Radwan asz-Szabbi |

#### Lotta libera
| Evento        | Oro             | Argento          | Bronzo                                 |
| Fino a 55 kg  | Ghenadi Tulbea  | Vedat Bulduk     | Ilia Rzaev                             |
| Fino a 60 kg  | Sezer Akgül     | Hasan Madani     | Artemis Nalmpatian Ibrahim Abdel Hakim |
| Fino a 66 kg  | Yusuf Benekli   | Abduh Umar       | Dragan Dešić Georgios Sabboulidis      |
| Fino a 74 kg  | Serdar Çatal    | Xavier Beaufort  | Apostolos Taskudis Kostas Karpouzas    |
| Fino a 84 kg  | Bekir Demirtaş  | Timofei Ksenidis | Paul Patte Said Itaev                  |
| Fino a 96 kg  | Abdullah Güngör | Marko Jovanović  | Nikola Knezevic Grigorios Kriaridis    |
| Fino a 120 kg | Kenan Gör       | Ad-Dasuki Szaban | Micheil Tsikovani Wiktor Swietlitskin  |

### Donne

#### Lotta libera
| Evento       | Oro               | Argento         | Bronzo                             |
| Fino a 48 kg | Marwa Mizjan      | Sümeyya Sezer   | Evdoxia Pavlidou                   |
| Fino a 51 kg | Burcu Kebiç       | Eva Tuba        | Ana Ranđelović                     |
| Fino a 55 kg | Maria Prewolaraki | Bediha Gün      | Tatiana Debien Rabab Id            |
| Fino a 59 kg | Hafize Şahin      | Adeline Vescan  | Mirjana Martinovic                 |
| Fino a 63 kg | Agoro Papawasiliu | Irene García    | Dímitra Hristodulaki Mariana Kolic |
| Fino a 67 kg | Kıymet Koçyiğit   | Stawrula Ziguri | Ana Tuba                           |
| Fino a 72 kg | Yasemin Adar      | Ani Bartanian   | Ira Tuba                           |